# Богоявленська волость (Олександрійський повіт)
Богоявленська волость — історична адміністративно-територіальна одиниця Олександрійського повіту Херсонської губернії із центром у селі Богоявленське.
Станом на 1886 рік складалася з 7 поселень, 7 сільських громад. Населення — 2307 осіб (1171 чоловічої статі та 1136 — жіночої), 451 дворове господарство.
|                     | Площа, десятин | У тому числі орної, дес. |
| ------------------- | -------------- | ------------------------ |
| Сільських громад    | 3102           | 2492                     |
| Приватної власності | 10687          | 3854                     |
| Казенної власності  | —              | —                        |
| Іншої власності     | 121            | 80                       |
| Загалом             | 13810          | 6426                     |

Найбільше поселення волості:
- Богоявленське (Миколаївка) — село при річці Кам'янка за 15 верст від повітового міста, 910 осіб, 186 дворів, православна церква, 2 лавки.

За даними 1896 року у волості налічувалось 27 поселень, 1397 дворових господарств, населення становило 7897 осіб.